# Nico Vivarelli
Nico Vivarelli (Grosseto, 30 agosto 1986) è un pilota motociclistico italiano.

## Carriera
Ha esordito nel Campionato Italiano Velocità prendendo parte alle gare della Classe 125 nelle stagioni 2002, 2003, 2005 e 2007 ottenendo come miglior posizione finale un undicesimo posto.
Sempre nel 2005 ha preso parte come wild card al GP d'Italia della classe 125 del motomondiale e dell'europeo Velocità alla guida di una Honda. L'anno successivo ha partecipato nuovamente al GP d'Italia sempre a bordo di una Honda e a quello GP della Comunità Valenciana, guidando una Malaguti 125 del team Malaguti Ajo Corse in qualità di pilota sostitutivo. In nessuna delle sue partecipazioni ha ottenuto punti validi per la classifica del motomondiale.
Nel 2009 partecipa alla Superstock 1000 FIM Cup, inizia le prime quattro gare con la Honda CBR1000RR del team Race Junior e termina la stagione con una KTM RC8 R del team Go Eleven - PMS. Non ottiene punti validi per la classifica mondiale piloti, facendo segnare come miglior risultato in gara il diciannovesimo posto al gran premio di San Marino a Misano.
Nel 2010 continua nella Superstock 1000 FIM Cup confermato con la KTM 1190 RC8 R del team Go Eleven. Termina la stagione al ventesimo posto nel campionato piloti con 16 punti, il suo miglior piazzamento in gara è il decimo posto nel gran premio d'Italia ad Imola. Nella stessa stagione disputa la gara finale del CIV Stock 1000 chiudendo quindicesimo.
Nel 2011 disputa una gara, in qualità di wild card, nel campionato italiano Supersport concludendola all'ottavo posto.
Nel 2012 partecipa alla 200 Miglia di Daytona nella classe Daytona SportBike con una Yamaha YZF R6.

## Risultati nel motomondiale
| 2005 | Classe | Moto  |  |  |  |  |     |  |  |    |  |  |  |  |  |  |  |  |  | Punti | Pos. |
| ---- | ------ | ----- |  |  |  |  | --- |  |  | -- |  |  |  |  |  |  |  |  |  | ----- | ---- |
| 2005 | 125    | Honda |  |  |  |  | Rit |  |  | NE |  |  |  |  |  |  |  |  |  | 0     |      |

| 2006 | Classe | Moto             |  |  |  |  |  |     |  |  |  |  |    |  |  |  |  |  |    | Punti | Pos. |
| ---- | ------ | ---------------- |  |  |  |  |  | --- |  |  |  |  | -- |  |  |  |  |  | -- | ----- | ---- |
| 2006 | 125    | Honda e Malaguti |  |  |  |  |  | Rit |  |  |  |  | NE |  |  |  |  |  | 35 | 0     |      |

| Legenda | 1º posto        | 2º posto            | 3º posto            | A punti      | Senza punti        | Grassetto – Pole position Corsivo – Giro più veloce |
| Legenda | Gara non valida | Non qual./Non part. | Ritirato/Non class. | Squalificato | '-' Dato non disp. | Grassetto – Pole position Corsivo – Giro più veloce |